# Diego Lainez
Diego Lainez Leyva (ur. 9 czerwca 2000 w Villahermosa) – meksykański piłkarz z obywatelstwem hiszpańskim występujący na pozycji skrzydłowego lub ofensywnego pomocnika w Tigres UANL oraz reprezentacji Meksyku.
Jego brat Mauro Lainez również jest piłkarzem.